# Janseana
Janseana is een geslacht van vlinders uit de familie van de echte motten (Tineidae).
De wetenschappelijke naam werd voor het eerst geldig gepubliceerd door L.A. Gozmány en Lajos Vári in 1973. De geslachtsnaam is een eerbetoon aan Antonius Johannes Theodorus Janse die curator van Lepidoptera was aan het Transvaal Museum en auteur van The Moths of South Africa.
Het geslacht telt twee soorten:
- Janseana sceptica (Meyrick, 1910)
- Janseana vibrata (Meyrick, 1913) (synoniem: Janseana crispa (Meyrick, 1920))

Deze motten komen voor in zuidelijk Afrika. 